# Велика Боровка
Велика Боро́вка або Боро́вка (рос. Большая Боровка, Боровка) — річка в Республіці Комі, Росія, права притока річки Печора. Протікає територією Троїцько-Печорського району.
Річка протікає на південний захід, південь та південний схід.
Притоки:
- ліва — Мала Боровка